# Trichosanthes himalensis
Trichosanthes himalensis är en gurkväxtart som beskrevs av Benjamin Clarke. Trichosanthes himalensis ingår i släktet Trichosanthes och familjen gurkväxter. Inga underarter finns listade i Catalogue of Life.